# Římskokatolická farnost Pyšel
Římskokatolická farnost Pyšel je územním společenstvím římských katolíků v rámci velkomeziříčského děkanství brněnské diecéze.

## O farnosti
Kostel sv. Barbory v Pyšeli je pozdně barokní z roku 1788. V obci se nachází také poutní mariánská kaple. O pyšelském faráři ("panu radovi") se krátce v jednom ze svých děl zmiňuje kněz a spisovatel Jakub Deml, rodák z blízkého Tasova.

## Duchovní správci
Od září 2013 do října 2014 byl excurrendo administrátorem P. Mgr. Miroslav Prajka. Od 10. října 2014 byl ustanoven administrátorem ad interim P. Mgr. Jiří Polach z Měřína. Ten byl následně k 1. srpnu 2015 jmenován administrátorem excurrendo. Od 1. července 2022 byl excurrendo administrátorem jmenován P. Petr Balát.

### Bohoslužby
| Kostel             | Místo | Bohoslužba (den)     | Hodina      | Poznámka     |
| ------------------ | ----- | -------------------- | ----------- | ------------ |
| Kostel sv. Barbory | Pyšel | neděle úterý čtvrtek | 10.00 18.00 | farní kostel |

## Aktivity ve farnosti
Dnem vzájemných modliteb farností za bohoslovce a bohoslovců za farnosti brněnské diecéze je 11. duben. Adorační den připadá na 25. února.
Ve farnosti se každoročně koná tříkrálová sbírka. V roce 2016 se při sbírce vybralo v Častoticích 1 448 korun, v Kojatíně 3 300 korun, v Pozďatíně 7 201 korun a v Pyšeli 12 055 korun. 